# Kathedraal van Wells
De kathedraal van Wells, voluit de Sint-Andreaskathedraal (Engels: Cathedral Church of St. Andrew), is een anglicaanse kathedraal in Wells, Engeland. De kathedraal is de zetel van de bisschop van Bath en Wells.

## Geschiedenis
De oudste overblijfselen van een gebouw op de plek van de huidige kathedraal zijn van een Romeins mausoleum. In 705 werd er een abdij gebouwd. Het doopvont in de huidige kathedraal komt uit deze abdij. Daarmee is het doopvont het oudste voorwerp in het huidige gebouw. In 909 werd de abdijkerk van Wells een bisschopszetel. Athelm werd de eerste bisschop van Wells. In 1090 werd de bisschopszetel echter verplaatst naar Bath, vanwege de Normandische verovering van Engeland.
De huidige kathedraal werd gebouwd vanaf ca. 1180. Deze kerk werd gebouwd in gotische stijl. Tussen 1209 en 1213 lag het werk stil doordat Jan zonder Land, koning van Engeland, geëxcommuniceerd werd door paus paus Innocentius III. In eerste instantie wisselde de bisschopszetel tussen Glastonbury, Bath en Wells, maar uiteindelijk, in 1245, werd de kerk in Wells definitief de kathedraal van het bisdom. In 1306 werd de bouw van de kathedraal afgerond. Het gebouw bleek echter gelijk al te klein, waardoor er werd begonnen aan uitbreiding van de kerk. Tijdens de regering van Hendrik VII van Engeland werden de uitbreidingen voltooid.
Tijdens de Engelse Burgeroorlog raakte de kathedraal beschadigd. Onder de regering van Oliver Cromwell geraakte het gebouw in vervallen staat. De kathedraal zou weer hersteld worden tijdens de regering van de aan de macht gekomen Karel II van Engeland. In 1685 raakte de kerk echter weer beschadigd, ditmaal door toedoen van puriteinse soldaten tijdens de Monmouth-opstand. In de jaren daarna zou de kathedraal opnieuw hersteld worden.
Halverwege de 19e eeuw was een grote restauratie nodig. Ook aan het einde van de 20e eeuw onderging de kathedraal een grote restauratie.

## Architectuur
De kerk bestaat uit het middenschip en zijbeuken aan weerszijden. Zij worden van elkaar gescheiden door arcades. Met 20 meter hoogte is het schip relatief laag, bijvoorbeeld in vergelijking met gotische kathedralen in Frankrijk. Het schip heeft drie hoogte-niveaus: de arcades, het triforium en de lichtbeuk.
Het exterieur is grotendeels gebouwd in de gotische stijl. Aan de westzijde van de kathedraal zijn ruim 500 beelden te zien. Daarvan zijn er nu nog zo'n 300 origineel. De beelden waren vroeger felgekleurd. Nog altijd is er op sommige beelden nog wat verf te zien. Onder andere Christus en de twaalf apostelen zijn afgebeeld. Onderaan worden beelden uit het Oude (aan de rechterkant) en Nieuwe Testament (aan de linkerkant) getoond. Daarboven staan er beelden van heiligen, bisschoppen en koningen. Daarboven zijn beelden te zien over de wederopstanding en daar weer boven staan beelden van engelen. Boven deze engelen zijn de apostelen te zien, waarbij Sint-Andreas in het midden van de apostelen staat. Helemaal bovenaan is Christus afgebeeld.
De centrale toren stamt waarschijnlijk uit het begin van de 13e eeuw. In de eerste helft van de 14e eeuw waren er echter ingrijpende veranderingen aan de toren.

## Gebrandschilderde ramen
Hoewel de ramen in de kathedraal te lijden hebben gehad onder de Engelse Burgeroorlog, zijn er nog altijd gebrandschilderde middeleeuwse ramen te zien. Zo is er nog het 'Jesse Window' te zien, dat stamt uit ca. 1340. Het raam toont de boom van Jesse. Tijdens de Tweede Wereldoorlog werden maatregelen genomen om het raam te beschermen. Aan de zuidkant van de kathedraal zijn nog oudere ramen te vinden, uit de periode 1310-1320.

## Klok
De kathedraal heeft een astronomisch uurwerk. Deze stamt uit ca. 1325. Waarschijnlijk werd de klok gemaakt door Peter Lightfoot, een monnik uit Glastonbury. Het mechanisme van de klok werd vervangen in de 19e eeuw, het origineel werd verplaatst naar het Science Museum in Londen. In 2010 kreeg de klok een elektrisch mechanisme.
Boven de klok staat een figuur afgebeeld die bekendstaat als Jack Blandifers. Dit figuur luidt elk kwartier de klok. Bovendien verschijnen, ook boven de klok, elke 15 minuten ridders die elkaar bevechten in een steekspel.

## Trivia
- De kathedraal van Wells was de eerste kathedraal die werd gebouwd in de stijl van de Engelse vroeggotiek.

## Galerij

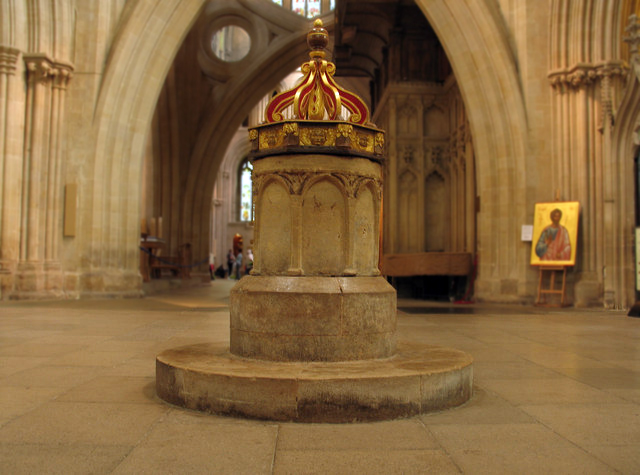
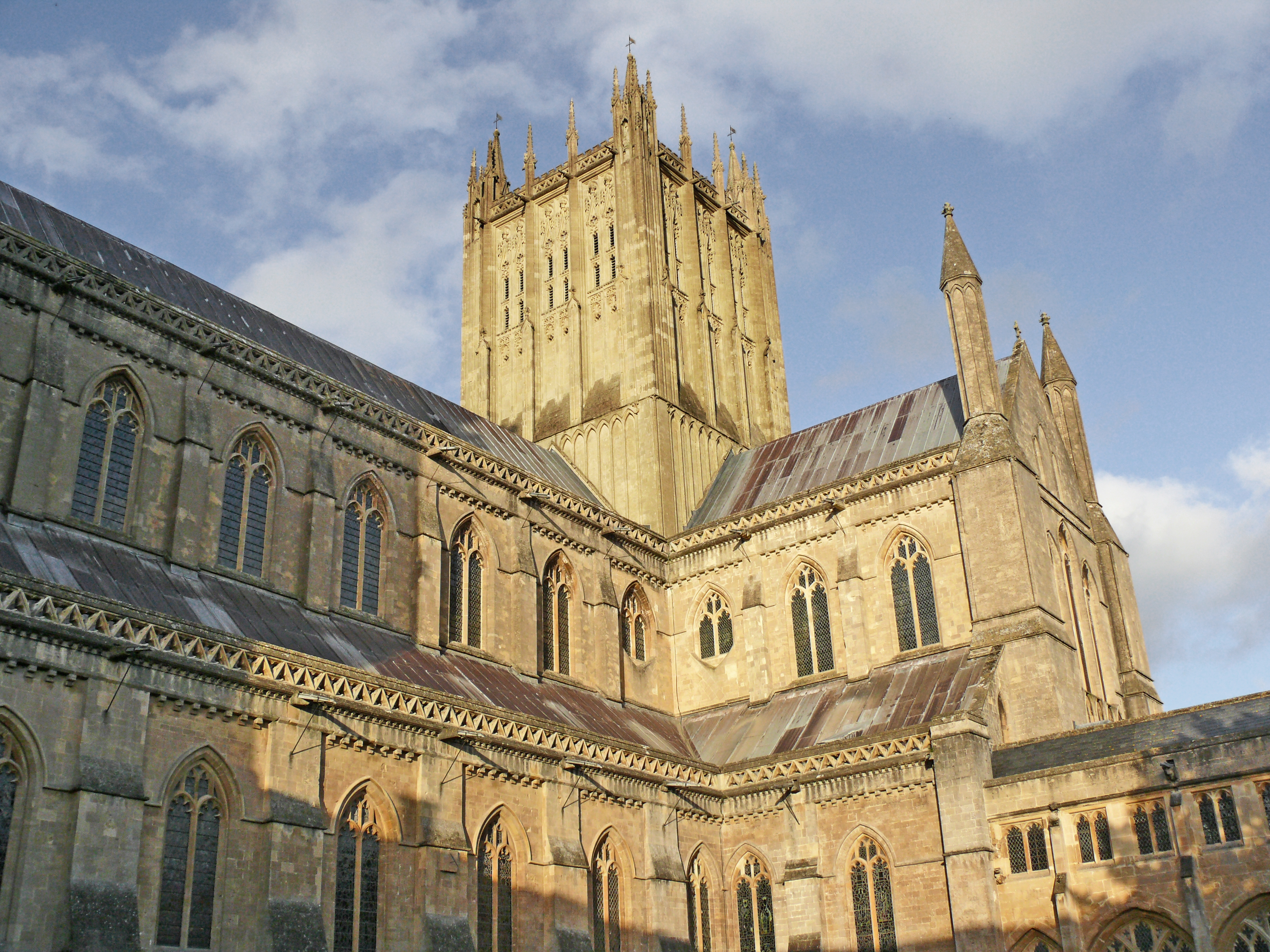
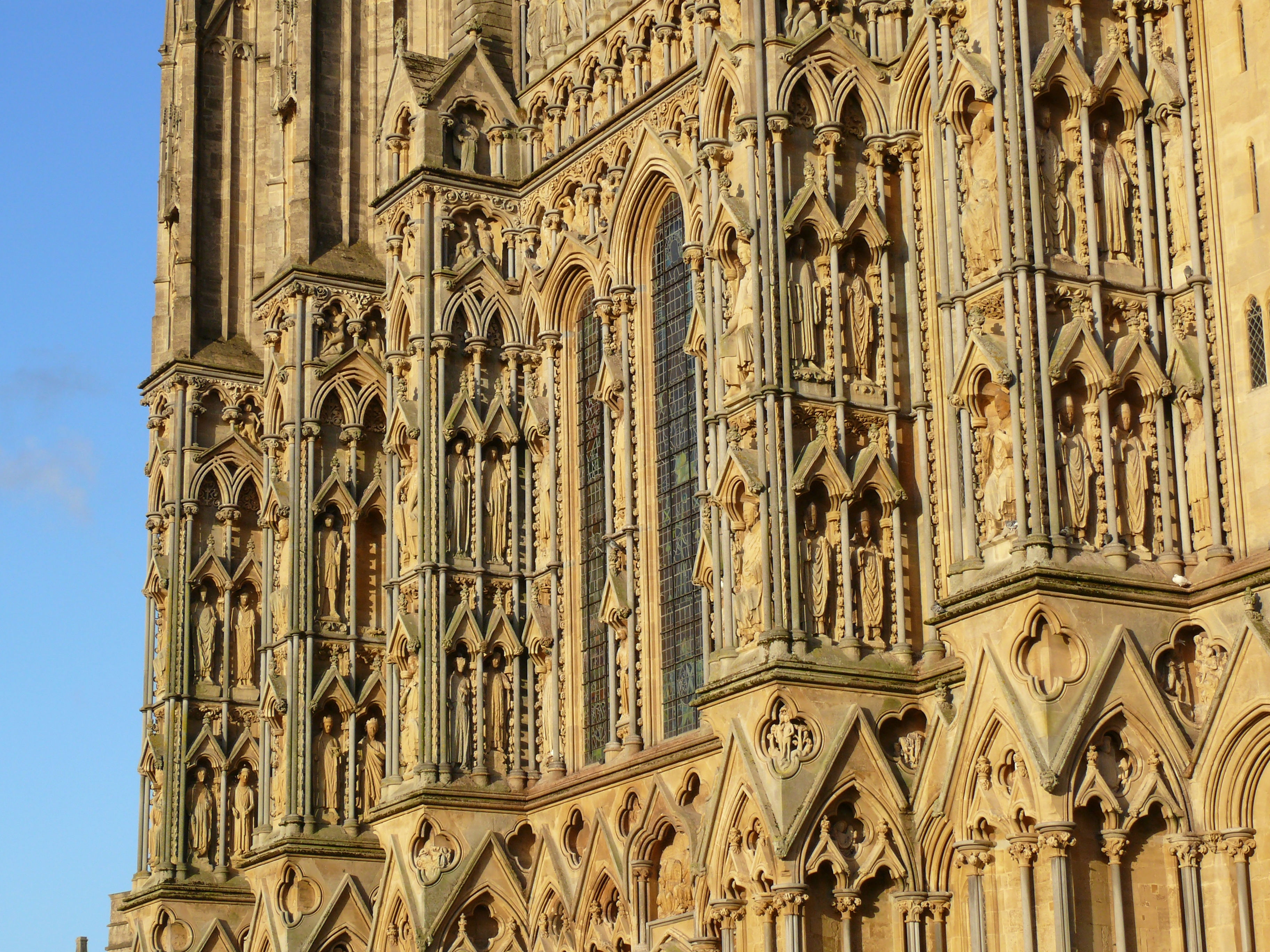
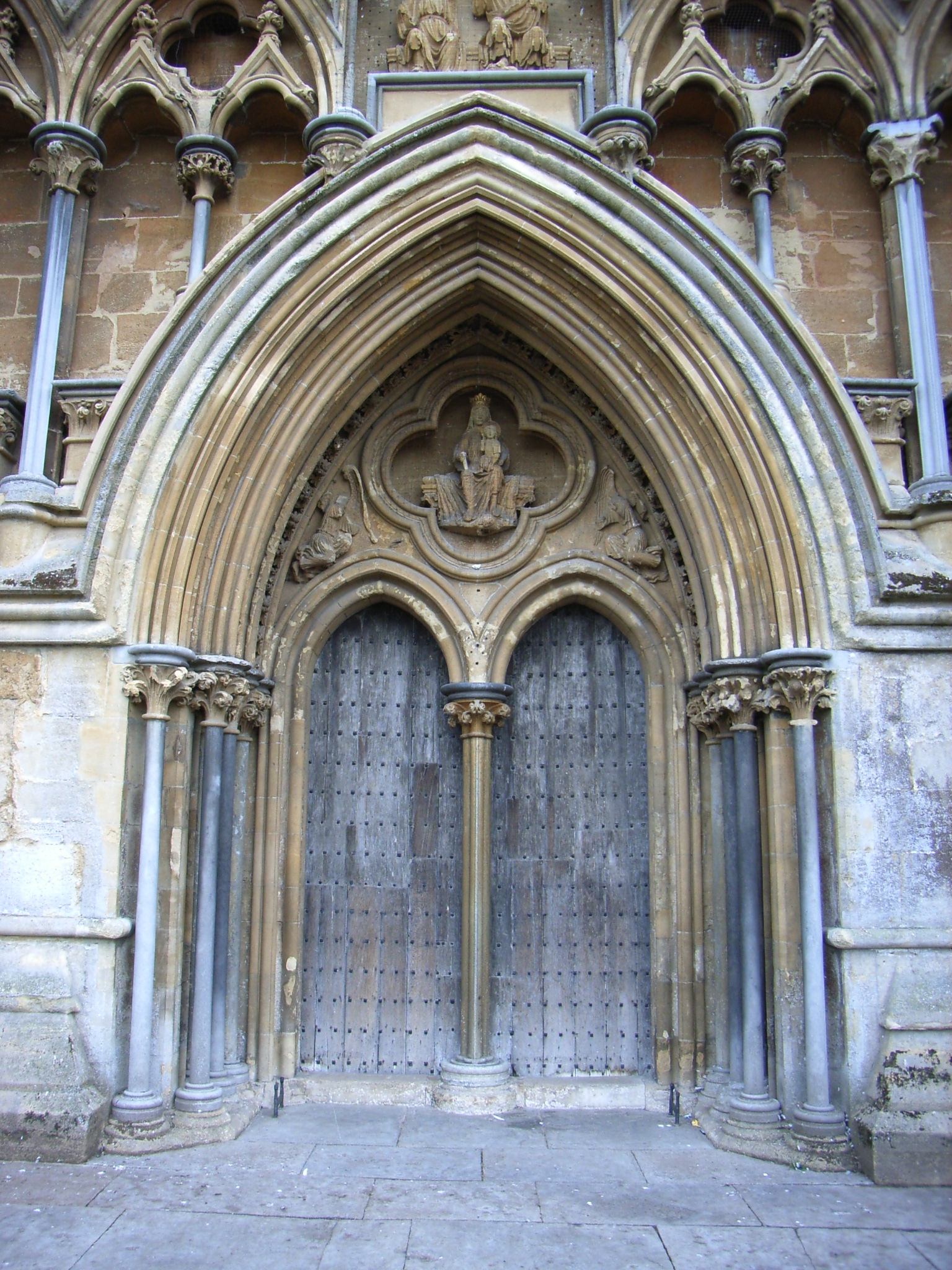
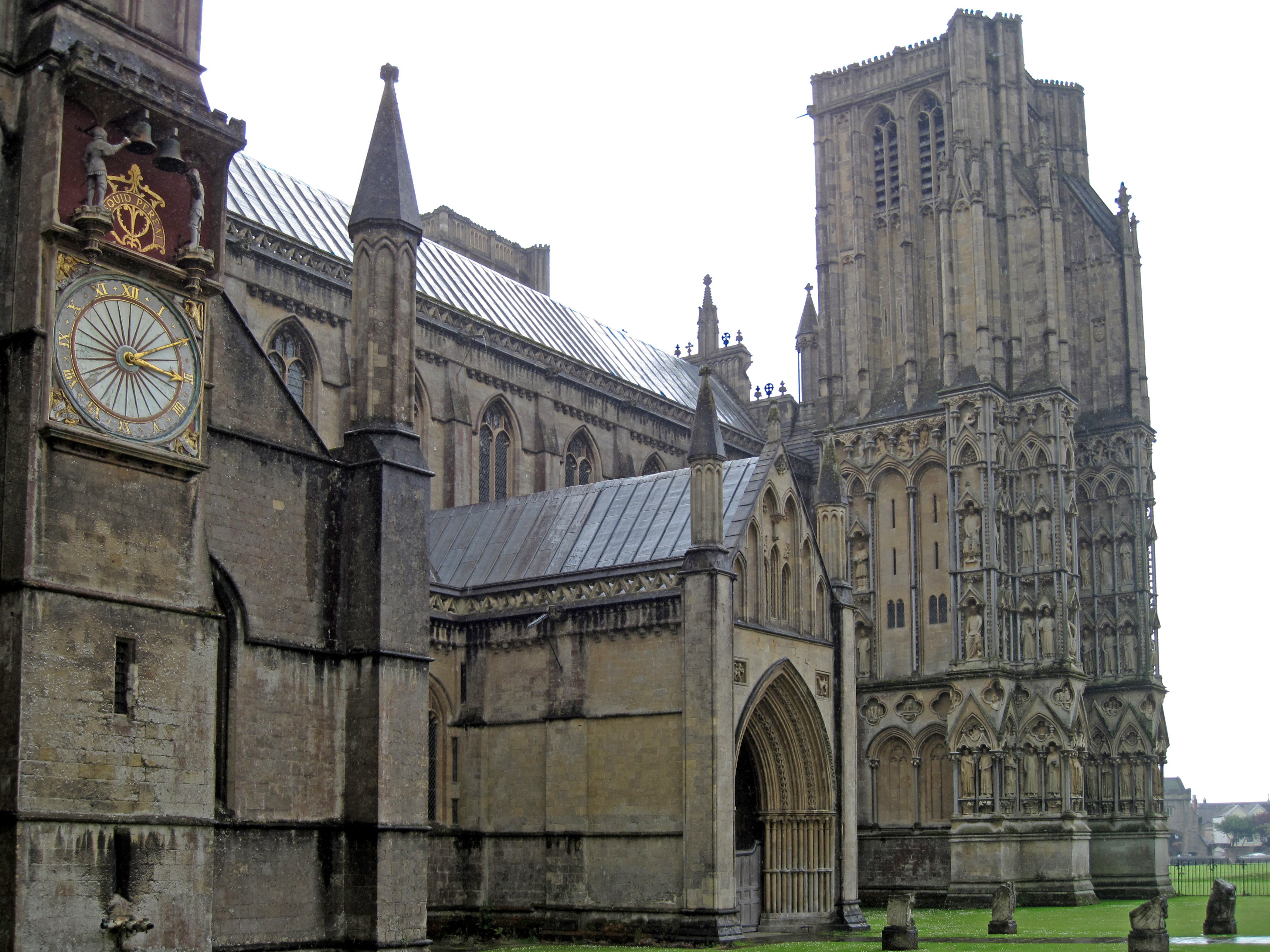
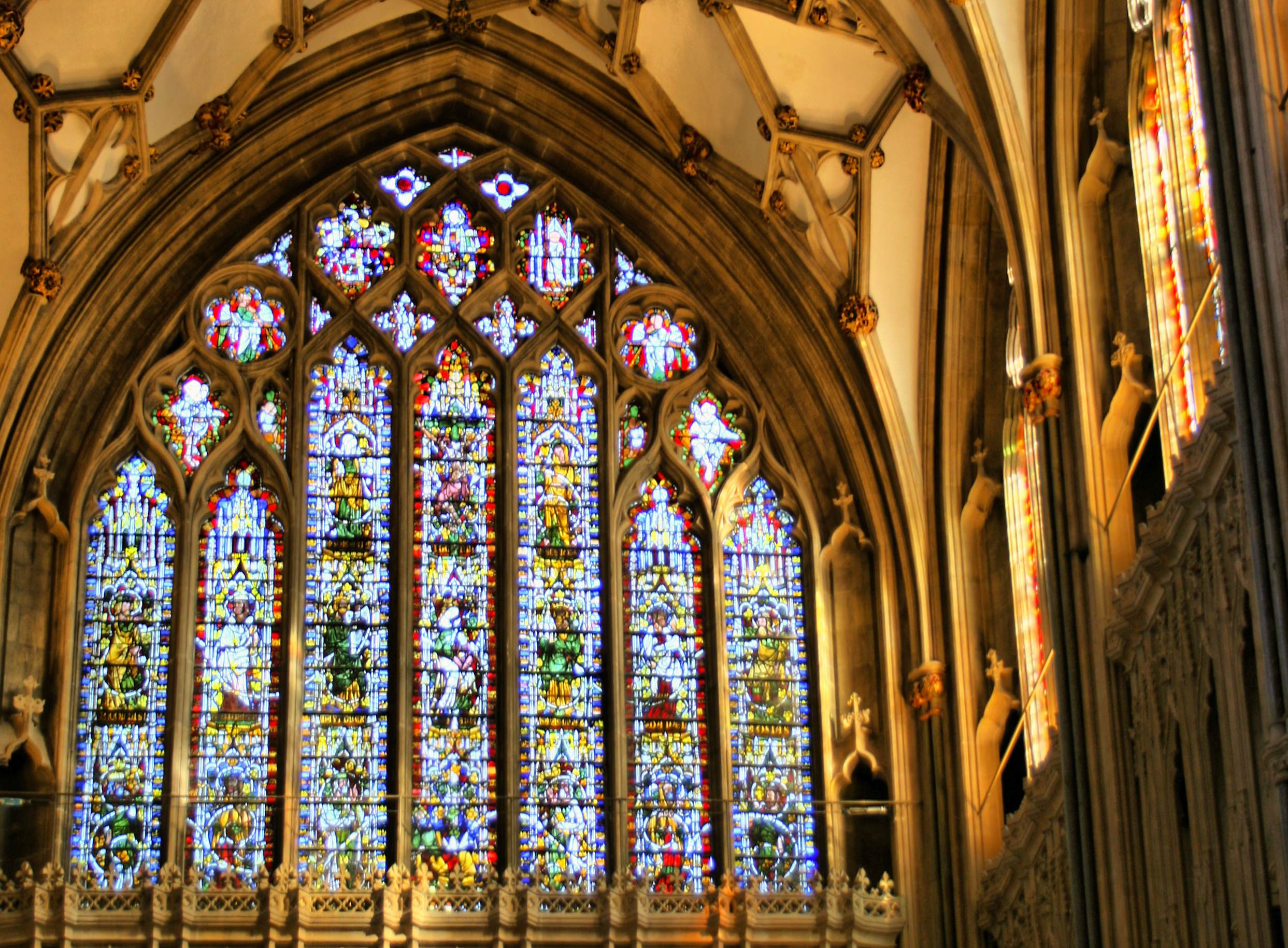
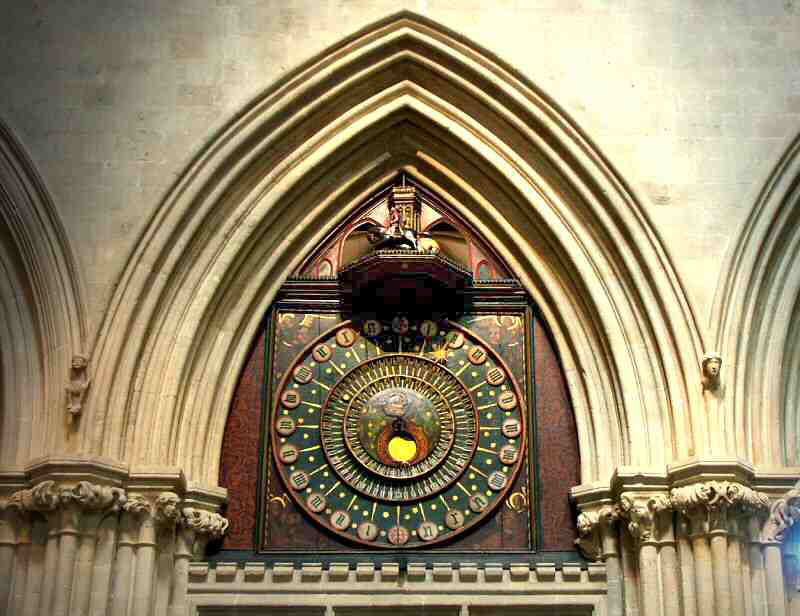